# RC Lens
Racing Club de Lens je francuski nogometni klub iz Lensa koji se trenutačno natječe u Ligue 1.
Klub je osnovan 1905. godine. Najveći uspjesi u domaćim natjecanjima su mu osvajanje Ligue 1 sezone 1997./98., te igranje u tri finala Francuskog kupa, a u europskim natjecanjima igranje u polufinalu Kupa UEFA sezone 1999./2000., te osvajanje Intertoto kupa 2005. i 2007. Nadimak kluba je Les Sang et Or (krv i zlato) zbog tradicionalnih crveno-žutih dresova, a svoje domaće utakmice igraju na stadionu Bollaert-Delelis. Najveći rival Lensa je Lille, s kojim igra tzv. Derby du Nord (sjeverni derbi).

## Klupski uspjesi

### Donaći uspjesi
Ligue 1:
- Prvak (1): 1997./98.
- Drugi (4): 1955./56., 1956./57., 1976./77., 2001./02.

Ligue 2:
- Prvak (3): 1937., 1949., 1973.

Francuski kup:
- Finalist (3): 1948., 1975., 1998.

Francuski liga kup:
- Prvak (1): 1999.
- Finalist (1): 2008.

### Europski uspjesi
Intertoto kup:
- Prvak (2): 2005., 2007.

## Vanjske poveznice
- Službena stranica (fr.)